# 椎名林檎實演列表
本頁是日本女歌手－椎名林檎與其樂團東京事變的實演列表。自1998年出道以來，椎名林檎參與了許多活動，本頁即是整理所有椎名林檎參與活動、其日期與演唱歌曲等資訊。當然椎名林檎現今為東京事變的主唱，因此東京事變的演唱出情形也有包含在本頁面中。
- 年度，以首場演出的年份來做分類，然後依月、日依序排序而成。
- 每場表演都會有個初步的簡介，表演人員、公演會場和演出曲目各代表演唱會的表演人員，演唱會日期及場地資訊和演唱會演出曲目的資訊。

註：如果該演唱會為「巡迴演唱會」，便引導讀者至該頁面閱讀，有些演唱會有出演唱會DVD，也可以一併出現在該頁面。例如：先攻高潮為椎名林檎首次日本巡迴演唱會，因此以頁面先攻高潮存放演唱會相關訊息。而(生)林檎博'08 〜10周年記念祭〜為椎名林檎十周年紀念演唱會，並發行DVD《Ringo EXPO 08》因此以頁面Ringo EXPO 08#演唱會簡介存放演唱會相關訊息。

## 實演

### 實演 1998年度
《UTAKAI》是椎名林檎出道前以「宇宙Antenna」為名義所做的演出活動，而椎名林檎也在首張專輯《無限償還》上特別感謝他們。另外，當時參與這活動的還有大森洋平、HEART BAZAAR、中尾諭介 (from In the Soup)等。
表演人員
- 宇宙Antenna
  - 椎名林檎
  - 谷口崇
  - 久知良秀和

公演會場
| 日期          | 都道府縣 | 城市     | 場館          |
| ------------- | -------- | -------- | ------------- |
| 日本          |          |          |               |
| 1998年8月21日 | 東京都   | 世田谷區 | 下北澤 Garage |

演出曲目
1. 歌舞伎町的女王
2. Knocks Me Off My Feet
原唱：史提夫·汪達(Stevie Wonder)
3. Ordinary Morning
原唱：雪瑞兒·可洛(Sheryl Crow)
4. 在這裡接吻
5. 秘密的海 (原唱 谷口崇)

《In-Store Live》是椎名林檎出道後的首次巡迴，是伴隨著《歌舞伎町的女王》發行而展開的巡迴活動，總計在十一個城市舉辦十三場小型演唱會，而演唱會場地多在唱片行，所以叫做「In-Store Live」，另外演出大多為椎名林檎獨挑大梁完成，不過有時會請來鈴木玲史與龜田誠治來助陣。
表演人員
- 椎名林檎：主　唱‧吉他手
  - 全會場演出
- 鈴木玲史：吉他手
  - 05月15日、20日、23日、27日演出
- 龜田誠治：貝斯手 
  - 05月15日、20日、23日、27日演出

公演會場
| 日期          | 都道府縣 | 城市   | 場館                  |
| ------------- | -------- | ------ | --------------------- |
| 日本          |          |        |                       |
| 1998年9月5日  | 福岡縣   | 福岡市 | Tower Record 福岡店   |
| 1998年9月6日  | 熊本縣   | 熊本市 | Matsumoto Record      |
| 1998年9月12日 | 東京都   | 豐島區 | Wave 池袋店           |
| 1998年9月12日 | 東京都   | 町田市 | Tower Redord 町田店   |
| 1998年9月15日 | 東京都   | 新宿區 | HMV 新宿 SOUTH        |
| 1998年9月19日 | 大阪府   | 大阪市 | Tower Record 心齋橋店 |
| 1998年9月19日 | 大阪府   | 大阪市 | Tower Record 梅田店   |
| 1998年9月20日 | 神奈川縣 | 橫濱市 | HMV 横濱              |
| 1998年9月21日 | 北海道   | 札幌市 | 札幌 PALS 21          |
| 1998年9月23日 | 千葉縣   | 柏市   | 新星堂 Cartier5 柏店  |
| 1998年9月25日 | 富山縣   | 富山市 | Fukuroya 二口店       |
| 1998年9月26日 | 福井縣   | 福井市 | 松木屋 大宮店         |
| 1998年9月27日 | 石川縣   | 金澤市 | AZ Hall               |

演出曲目
- 09月27日　AZ Hall
  1. 幸福論
  2. 席德與白日夢
  3. 溜滑梯
  4. 自我
  5. Unconditional Love
  6. 歌舞伎町的女王
  7. 在這裡接吻
Encore
  8. 石膏
- 09月27日　AZ Hall以外
  1. 幸福論
  2. 席德與白日夢
  3. Unconditional Love
  4. 歌舞伎町的女王
  5. 在這裡接吻
Encore
  6. 石膏

《IDO presents LIVE RECOMMEND》是椎名林檎受邀參加的活動，在這次演出中，椎名林檎則是將《無限償還》專輯內的相關樂團「過人壓力」一起參與演出，此外，Number Girl也參與了此次的活動。
表演人員
- 過人壓力

公演會場
| 日期          | 都道府縣 | 城市   | 場館     |
| ------------- | -------- | ------ | -------- |
| 日本          |          |        |          |
| 1998年9月18日 | 東京都   | 澀谷區 | AIR WEST |

演出曲目
1. 幸福論
2. 警告
3. 歌舞伎町的女王
4. 在這裡接吻

《Gamitt Housing gallery Renewal Event Mini live》是椎名林檎受Gamitt Housing gallery之邀所參加的活動。
表演人員
公演會場
| 日期           | 都道府縣 | 城市   | 場館                   |
| -------------- | -------- | ------ | ---------------------- |
| 日本           |          |        |                        |
| 1998年10月10日 | 岩手縣   | 盛岡市 | Gamitt Housing gallery |

演出曲目
1. 幸福論
2. 席德與白日夢
3. 溜滑梯
4. 自我
5. Unconditional Love
6. 歌舞伎町的女王
7. 在這裡接吻

《TOKYO-FM Studio H800 Special Live》是椎名林檎受TOKYO-FM電台之邀所參加的活動，於聖誕夜當天進行的空中演唱會。
表演人員
公演會場
| 日期           | 都道府縣 | 城市     | 場館          |
| -------------- | -------- | -------- | ------------- |
| 日本           |          |          |               |
| 1998年12月24日 | 東京都   | 千代田區 | TOKYO FM Hall |

演出曲目
1. 幸福論
2. 席德與白日夢
3. Unconditional Love
4. 歌舞伎町的女王
5. 在這裡接吻

### 實演 1999年度
《NHK-FM LIVE BEAT99》是椎名林檎受NHK-FM之邀所參加的演出，在這次演出中，椎名林檎則是將《無限償還》專輯內的相關樂團「過人壓力」一起參與演出，此外，當時參與這活動的還有徳永憲、Sentimental Bus、The Jerry Lee Phantom、Number Girl、Quruli等。
表演人員
- 過人壓力

公演會場
| 日期         | 都道府縣 | 城市   | 場館       |
| ------------ | -------- | ------ | ---------- |
| 日本         |          |        |            |
| 1999年1月5日 | 東京都   | 澀谷區 | NHK 505 st |

演出曲目
1. 幸福論
2. 席德與白日夢
3. 雖然夕陽照耀歸途
4. 歌舞伎町的女王
5. 在這裡接吻
6. 自我
7. 石膏
8. 警告
9. 丸內虐待狂

《JFN Listeners Award'98 授賞式》是邀請當年度得獎的歌手上台表演，而票選是由JFN的聽眾所投票決定的，那年Kiroro獲得首獎，椎名林檎則得到「JFN賞／新星堂賞」。
表演人員
公演會場
| 日期          | 都道府縣 | 城市     | 場館          |
| ------------- | -------- | -------- | ------------- |
| 日本          |          |          |               |
| 1999年2月10日 | 東京都   | 千代田區 | TOKYO FM Hall |

演出曲目
1. 幸福論
2. 在這裡接吻

《自作自演生實演會》是椎名林檎首次的個人演出。
表演人員
公演會場
| 日期          | 都道府縣 | 城市     | 場館 |
| ------------- | -------- | -------- | ---- |
| 日本          |          |          |      |
| 1999年2月11日 | 愛知縣   | 名古屋市 | OZON |

演出曲目
1. 幸福論
2. 席德與白日夢
3. 溜滑梯
4. 歌舞伎町的女王
5. 在這裡接吻
6. 嗎啡
7. 自我
8. 警告
9. 石膏
Encore
10. Unconditional Love

《自作自演生實演會》這場演唱會理論是2月23日所舉行的演唱會，不過一樣精彩，演唱會中演唱了後來提供給友坂理惠、廣末涼子的歌曲。
表演人員
- 集團自決

公演會場
| 日期          | 都道府縣 | 城市   | 場館           |
| ------------- | -------- | ------ | -------------- |
| 日本          |          |        |                |
| 1999年6月14日 | 大阪府   | 大阪市 | 心齋橋 BIG CAT |

演出曲目
1. 請您這樣（どうぞこのまま）
原唱：丸山圭子
2. Summer Sunset
提拱曲，收錄於廣末涼子《Private》
3. My Luxury Night
原唱：しばたはつみ
4. Cappuccino
提拱曲，收錄於友坂理惠《Cappuccino》、《紫色》
5. 丸內虐待狂
6. 17

《TBS 赤坂 Live》為椎名林檎受TBS之邀所參與的活動，原本預定於2月17日進行，但因林檎身體不適的關係延後舉辦。
表演人員
- 過人壓力

公演會場
| 日期          | 都道府縣 | 城市 | 場館     |
| ------------- | -------- | ---- | -------- |
| 日本          |          |      |          |
| 1999年6月16日 | 東京都   | 港區 | TBS Hall |

演出曲目
1. 罪與罰
2. 警告
3. Unconditional Love
4. 正確的大街
5. 自我
6. 席德與白日夢
7. 積木遊戲
8. 丸內虐待狂
9. 幸福論(悅樂篇)
10. 石膏

《恍惚秘演奏會》為椎名林檎舉辦的小型演唱會，原本預定於2月28日進行，但因林檎身體不適的關係延後舉辦，而演唱的曲目與大阪舉行的自作自演生實演會相同。
表演人員
- 集團自決

公演會場
| 日期          | 都道府縣 | 城市   | 場館   |
| ------------- | -------- | ------ | ------ |
| 日本          |          |        |        |
| 1999年6月19日 | 東京都   | 新宿區 | 三省堂 |

演出曲目
1. 請您這樣（どうぞこのまま）
原唱：丸山圭子
2. Summer Sunset
提拱曲，收錄於廣末涼子《Private》
3. My Luxury Night
原唱：しばたはつみ
4. Cappuccino
提拱曲，收錄於友坂理惠《Cappuccino》、《紫色》
5. 丸內虐待狂
6. 17

《Tower Records In-Store Mini Live》為椎名林檎舉辦的小型演唱會，原本預定於2月20日進行，但因林檎身體不適的關係延後舉辦，而演唱的曲目與大阪舉行的自作自演生實演會相同。
表演人員
- 集團自決

公演會場
| 日期          | 都道府縣 | 城市   | 場館          |
| ------------- | -------- | ------ | ------------- |
| 日本          |          |        |               |
| 1999年6月20日 | 東京都   | 新宿區 | Tower Records |

演出曲目
1. 請您這樣（どうぞこのまま）
原唱：丸山圭子
2. Summer Sunset
提拱曲，收錄於廣末涼子《Private》
3. My Luxury Night
原唱：しばたはつみ
4. Cappuccino
提拱曲，收錄於友坂理惠《Cappuccino》、《紫色》
5. 丸內虐待狂
6. 17

《MUSIC VOICE「悅樂巡回」PRESENTS 椎名林檎 LIVE》為椎名林檎受Cross FM之邀所舉辦的活動，原本預定於2月27日進行，但因林檎身體不適的關係延後舉辦，而演唱的曲目與大阪舉行的自作自演生實演會相同。
表演人員
- 集團自決

公演會場
| 日期          | 都道府縣 | 城市   | 場館             |
| ------------- | -------- | ------ | ---------------- |
| 日本          |          |        |                  |
| 1999年6月28日 | 福岡縣   | 福岡市 | Hotel Il Palazzo |

演出曲目
1. 請您這樣（どうぞこのまま）
原唱：丸山圭子
2. Summer Sunset
提拱曲，收錄於廣末涼子《Private》
3. My Luxury Night
原唱：しばたはつみ
4. Cappuccino
提拱曲，收錄於友坂理惠《Cappuccino》、《紫色》
5. 丸內虐待狂
6. 17

《RISING SUN ROCK FESTIVAL 1999》為椎名林檎受邀參加的活動，詳細資料刊載於RAT 08。
表演人員
- 集團自決

公演會場
| 日期          | 都道府縣 | 城市   | 場館                         |
| ------------- | -------- | ------ | ---------------------------- |
| 日本          |          |        |                              |
| 1999年8月21日 | 北海道   | 石狩市 | 石狩灣新港樽川埠頭外特設舞台 |

演出曲目
1. Unconditional Love
2. 時光奔馳
3. 席德與白日夢
4. 警告
5. 雖然夕陽照耀歸途
6. 歌舞伎町的女王

《Sweet Love Shower 1999》為椎名林檎受邀參加的活動，詳細資料刊載於RAT 08，參與演出後隔年便將批露的新曲「本能」、「遙控器」發表。
表演人員
- 虐待肝醣

公演會場
| 日期         | 都道府縣 | 城市     | 場館             |
| ------------ | -------- | -------- | ---------------- |
| 日本         |          |          |                  |
| 1999年9月5日 | 東京都   | 千代田區 | 日比谷野外音樂堂 |

演出曲目
1. 丸內虐待狂
2. 自我
3. 幸福論(悅樂篇)
4. 本能
5. 席德與白日夢
6. 遙控器

《虛榮鞦韆》為椎名林檎舉辦的小型演唱會，此外，本場演出的開場團為Roletta Secohan 以及Number Girl。
表演人員
- 天才显微镜片

公演會場
| 日期           | 都道府縣 | 城市   | 場館      |
| -------------- | -------- | ------ | --------- |
| 日本           |          |        |           |
| 1999年11月30日 | 東京都   | 澀谷區 | Club Asia |

演出曲目
1. 藍天
2. 歌舞伎町的女王
3. 幸福論(悅樂篇)
4. 果物の部屋
5. 不幸自慢
6. 喪興瑠怒
7. Mellow
Encore
8. UFO
原唱：Pink Lady
9. Creep
原唱：電台司令（Raidohead）

### 實演 2000年度
《6VOLT ELECTRIQue JOIN 21st CENTURY》是椎名林檎受邀所參加的活動，為好朋友松崎ナオ（Nao Matsuzaki）舉辦的祕密演唱會，同場演出的還有54-71、Honeydip、Salt Water Taffy。
表演人員
- 虐待肝醣

公演會場
| 日期          | 都道府縣 | 城市     | 場館     |
| ------------- | -------- | -------- | -------- |
| 日本          |          |          |          |
| 2000年9月19日 | 東京都   | 世田谷區 | CLUB Que |

演出曲目
1. 罪與罰
2. 公共的病床
3. 辯解德布希
4. 草草幹活
5. 賭局
6. 機器少女
提供曲，收錄至友坂理惠《機器少女》

《激昂高潮》是椎名林檎生日時的祕密演出，另外還有Yura Yura Teikoku參與演出。
表演人員
- 虐待肝醣

公演會場
| 日期           | 都道府縣 | 城市   | 場館       |
| -------------- | -------- | ------ | ---------- |
| 日本           |          |        |            |
| 2000年11月25日 | 東京都   | 澀谷區 | ASTRO Hall |

演出曲目
1. 幸福論(悅樂篇)
2. 正確的大街
3. 歌舞伎町的女王
4. i wanna be loved by you
5. 壞小孩
提供曲，收錄於友坂理惠《機器少女》
6. 喪興瑠怒
7. 自我
8. 警告
9. 今夜だふ
10. 8823
原唱：SPITZ
11. Love Is Blind
原唱：珍妮斯·艾恩（Janis Ian）
日後收錄至翻唱專輯《歌手價值》

### 實演 2002年度
《(they've got) Something for Real》是椎名林檎受an-pon-tan之邀所參加的活動，為an-pon-tan演唱會的神秘嘉賓。
表演人員
- an-pon-tan

公演會場
| 日期          | 都道府縣 | 城市   | 場館       |
| ------------- | -------- | ------ | ---------- |
| 日本          |          |        |            |
| 2002年7月5日  | 福岡縣   | 福岡市 | Drum Logos |
| 2002年7月13日 | 東京都   | 新宿區 | Shibuya-AX |
| 2002年7月13日 | 東京都   | 新宿區 | Shibuya-AX |

演出曲目
1. 席德與白日夢
2. 雖然夕陽照耀歸途
3. 溜滑梯
4. 自我
5. 幸福論(悅樂篇)
6. 同一夜

### 實演 2003年度
《Psycho Justice》是東京事變第一次，且極機密的演出，後來因為在雙六高潮後成立東京事變，因此這天也被稱作為「東京事變勃發日」。
表演人員
- 東京事變第一期成員

公演會場
| 日期          | 都道府縣 | 城市   | 場館          |
| ------------- | -------- | ------ | ------------- |
| 日本          |          |        |               |
| 2003年7月18日 | 東京都   | 新宿區 | Shinjuku Loft |

演出曲目
1. 迷彩
2. 溜滑梯
3. 杞人憂天
4. 港都十三番地

### 實演 2004年度
《0724YAMABIKARI》是東京事變的公開演出，同場演出還有The Elephant Kashimashi、Jude、Fujifabric。
表演人員
- 東京事變第一期成員

公演會場
| 日期          | 都道府縣 | 城市   | 場館           |
| ------------- | -------- | ------ | -------------- |
| 日本          |          |        |                |
| 2004年7月24日 | 兵庫縣   | 神戶市 | Chicken George |

演出曲目
1. 丸內虐待狂
2. 積木遊戲
3. 迷彩
4. 關於那淑女的夜生活
5. 祭典騷動
6. 蘋果之歌
7. 遭難
8. 群青日和
9. Dynamite

《MEET THE WORLD BEAT》是東京事變受邀所參與的音樂季活動，活動由FM802所主辦，同時在日本最大的國際博覽會「萬國博覽會」的場地上舉辦此場音樂祭的活動。
表演人員
- 東京事變第一期成員

公演會場
| 日期          | 都道府縣 | 城市   | 場館         |
| ------------- | -------- | ------ | ------------ |
| 日本          |          |        |              |
| 2004年7月25日 | 大阪府   | 大阪市 | 万博記念公園 |

演出曲目
1. 丸內虐待狂
2. 積木遊戲
3. 關於那淑女的夜生活
4. 祭典騷動
5. 蘋果之歌
6. 群青日和
7. Dynamite

《FUJI ROCK FESTIVAL 2004》是東京事變受邀所參與的音樂季活動，此活動為日本最大的音樂祭活動，也是東京事變首次參戰。
表演人員
- 東京事變第一期成員

公演會場
| 日期          | 都道府縣 | 城市     | 場館         |
| ------------- | -------- | -------- | ------------ |
| 日本          |          |          |              |
| 2004年7月30日 | 新潟縣   | 南魚沼郡 | 苗場山滑雪場 |

演出曲目
1. 丸內虐待狂
2. 迷彩
3. 關於那淑女的夜生活
4. 祭典騷動
5. 蘋果之歌
6. 遭難
7. 群青日和
8. Dynamite
9. 事變音頭（Jazz a go go～UFO～本能）
10. 歌舞伎町的女王
11. 服務
12. 幸福論
13. la salle de bain
14. 莖
15. 站前

《SUNSET LIVE 2004》是東京事變受邀所參與的音樂季活動，同時也是該年最後一次演出的活動。
表演人員
- 東京事變第一期成員

公演會場
| 日期         | 都道府縣 | 城市   | 場館     |
| ------------ | -------- | ------ | -------- |
| 日本         |          |        |          |
| 2004年9月3日 | 福岡縣   | 糸島市 | 芥屋海岸 |

演出曲目
1. 正確的大街
2. 服務
3. 幸福論(悅樂篇)
4. 迷彩
5. 積木遊戲
6. 關於那淑女的夜生活
7. 歌舞伎町的女王
8. 丸內虐待狂
9. 悲しき天使
10. 事變音頭（Jazz a go go～UFO～本能）
11. 祭典騷動
12. 遭難
13. 群青日和
14. la salle de bain
15. 莖
16. Dynamite

《TOUR MATSURI SESSION》是椎名林檎受邀參與的活動，為ZAZEN BOYS演唱會上的神秘嘉賓。
表演人員
公演會場
| 日期           | 都道府縣 | 城市   | 場館              |
| -------------- | -------- | ------ | ----------------- |
| 日本           |          |        |                   |
| 2004年10月26日 | 福岡縣   | 福岡市 | Fukuoka Drumlogos |
| 2004年10月26日 | 東京都   | 新宿區 | Shibuya AX        |

### 實演 2005年度
《捲舌 發祥地紀念 ～導火線在這裡～ yokosuka dynamite!》是林檎班會員限定的演唱會活動。演唱曲目和之後舉辦的巡迴演唱會類似。
表演人員
- 東京事變第一期成員

公演會場
| 日期          | 都道府縣 | 城市   | 場館           |
| ------------- | -------- | ------ | -------------- |
| 日本          |          |        |                |
| 2005年1月15日 | 神奈川縣 | 橫濱市 | 橫須賀藝術劇場 |

演出曲目
1. 蘋果之歌
2. 入水心願
3. 遭難
4. Dynamite
5. 在這裡接吻
6. 秘密
7. 臉孔
8. if you can touch it
9. 祖國情感
10. 車伕
11. 哮月喪家犬
12. 同一夜
13. 在現實中
14. 嘲笑現實
15. 嘲笑愛情（I'm Gonna Knock On Your Door）
16. 超級巨星
17. 透明人間
18. 站前
19. Σ
20. 丸內虐待狂
21. 關於那淑女的夜生活
22. 祭典騷動
23. 服務
24. 群青日和
25. 心
26. 夢醒之後

### 實演 2006年度
1. DOMESTIC! Virgin LINE（東京事變名義）
  - 2月19日、2月21日
  - 在東京的《日本武道館》、在大阪的《大阪城音樂廳》

《RISING SUN ROCK FESTIVAL 2006》為椎名林檎受Zazen Boys、MO'SOME TONEBENDER之邀所參與的活動。
表演人員
公演會場
| 日期          | 都道府縣 | 城市   | 場館                         |
| ------------- | -------- | ------ | ---------------------------- |
| 日本          |          |        |                              |
| 2006年8月18日 | 北海道   | 石狩市 | 石狩灣新港樽川埠頭外特設舞台 |

演出曲目
Zazen Boys＋椎名林檎
1. Crazy days crazy feeling
2. Kimochi

MO'SOME TONEBENDER＋椎名林檎
1. Rockin' Luuura

《COUNTDOWN JAPAN 06/07》為東京事變受邀參與的活動。
表演人員
- 東京事變第二期成員

公演會場
| 日期           | 都道府縣 | 城市   | 場館                           |
| -------------- | -------- | ------ | ------------------------------ |
| 日本           |          |        |                                |
| 2006年12月30日 | 千葉縣   | 千葉市 | Makuhari Messe （EARTH STAGE） |
| 2006年12月31日 | 大阪府   | 大阪市 | 國際展覽館 （AURORA STAGE）    |

演出曲目
1. 秘密
2. 喧嘩上等
3. 丸內虐待狂
4. 蘋果之歌
5. 群青日和
6. 花魁
7. Mirror Ball
8. 夢醒之後
9. 停電
10. 透明人間

### 實演 2007年度
《J-WAVE LIVE 2000+7》為椎名林檎受平井堅之邀請，所參與的音樂祭活動，為平井堅表演時的神秘嘉賓。此外，東京事變第二期的吉他手浮雲、鋼琴手伊澤一葉也參與第二首曲目Killer Tune的演出。
表演人員
公演會場
| 日期          | 都道府縣 | 城市   | 場館       |
| ------------- | -------- | ------ | ---------- |
| 日本          |          |        |            |
| 2007年8月18日 | 神奈川縣 | 橫濱市 | 橫濱體育館 |

演出曲目
1. Sha la la(原唱：南方之星)
2. Killer Tune
浮雲、伊澤一葉也參與演出

### 實演 2008年度
《RISING SUN ROCK FESTIVAL 2008》為東京事變、椎名林檎受邀參與的活動，08月15日以東京事變的名義參與演出，而08月16日則是以椎名林檎的名義參與演出。
表演人員
- 08月15日
  - 東京事變第二期成員
- 08月16日

公演會場
| 日期          | 都道府縣 | 城市   | 場館                         |
| ------------- | -------- | ------ | ---------------------------- |
| 日本          |          |        |                              |
| 2007年8月15日 | 北海道   | 石狩市 | 石狩灣新港樽川埠頭外特設舞台 |
| 2007年8月16日 | 北海道   | 石狩市 | 石狩灣新港樽川埠頭外特設舞台 |

演出曲目
08月15日　「東京事變」名義
1. 丸內虐待狂
2. 匣道口
3. Mirror Ball
4. 歌舞伎
5. OSCA
6. 小木偶
7. Killer Tune
8. 黑貓道
9. 閃光少女

08月16日　「椎名林檎」名義
1. Alfie
2. 靈異現象
3. 補妝
4. 罪與罰
5. 杞人憂天
6. YOU（未發表曲）
7. 站前
8. 歌舞伎町的女王
9. 莖
10. 同一夜

### 實演 2009年度
《龜的報恩》為椎名林檎受製作人，同時也是東京事變貝斯手龜田誠治之邀，所參與的演出，此場演唱會龜田誠治邀請了許多與他合作過的藝人一同來演出。演唱會共舉辦兩天，每天皆有不一樣的藝人參與演出，而椎名林檎則是在05月2日上台演出。
表演人員
公演會場
| 日期         | 都道府縣 | 城市     | 場館       |
| ------------ | -------- | -------- | ---------- |
| 日本         |          |          |            |
| 2009年5月2日 | 東京都   | 千代田區 | 日本武道館 |
| 2009年5月3日 | 東京都   | 千代田區 | 日本武道館 |

演出曲目
1. 雖然夕陽照耀歸途
2. more
3. 石膏
4. put your camera down～閃光少女～
5. 丸內虐待狂

《COUNTDOWN JAPAN 09/10》為東京事變受邀參與的音樂祭活動，演出的曲目包括了椎名林檎與東京事變發表的新單曲內的曲目，同時也搶先批露新專輯《SPORTS》中的曲目。
表演人員
- 東京事變第二期成員

公演會場
| 日期           | 都道府縣 | 城市   | 場館           |
| -------------- | -------- | ------ | -------------- |
| 日本           |          |        |                |
| 2009年12月30日 | 千葉縣   | 千葉市 | Makuhari Messe |

演出曲目
1. 閃光少女
2. OSCA
3. 能動的三分間
4. 我慢
5. 滿滿的財富
6. 勝戰
7. FOUL
8. Killer Tune
9. 黑貓道
10. 透明人間

### 實演 2010年度
《EMI ROCKS》為東京事變受邀參與的音樂祭活動，演出的曲目包括了東京事變當時僅提供線上下載的新單曲「DOPA-MINT！」、「歡迎來到天國」兩首歌（日後收錄於隔年發售的新專輯《大發現》）。而最後一首曲目「勝戰」更收錄至本演唱會的LIVE CD《EMI ROCKS》中。
表演人員
- 東京事變第二期成員

公演會場
| 日期          | 都道府縣 | 城市   | 場館           |
| ------------- | -------- | ------ | -------------- |
| 日本          |          |        |                |
| 2010年11月6日 | 埼玉縣   | 埼玉市 | 埼玉超級競技場 |

演出曲目
1. 歡迎來到天國
2. OSCA
3. FOUL
4. DOPA-MINT！
5. Killer Tune
6. 能動的三分間
7. 透明人間
8. 勝戰

### 實演 2011年度
《TV ASAHI DREAM FESTIVEL》為朝日電視台所舉辦的演唱會，演唱會邀請了相當多的藝人同台飄歌，除了東京事變外，還包括B'z、GLAY、L'Arc～en～Ciel、生物股長和Perfume等。演唱會共舉辦三天，每天都有不一樣的藝人參與演出，東京事變則是在09月24日上台演出。
表演人員
- 東京事變第二期成員

公演會場
| 日期          | 都道府縣 | 城市     | 場館       |
| ------------- | -------- | -------- | ---------- |
| 日本          |          |          |            |
| 2011年9月23日 | 東京都   | 千代田區 | 日本武道館 |
| 2011年9月24日 | 東京都   | 千代田區 | 日本武道館 |
| 2011年9月25日 | 東京都   | 千代田區 | 日本武道館 |

演出曲目
1. 迴響天空
2. 太過帥氣
3. OSCA
4. 全新文明開化
5. 能動的三分間
6. 電波通信
7. 每個女孩子啊
8. 閃光少女
9. Killer Tune

### 實演 2012年度
《EMI ROCKS 2012》為東京事變受邀參與的音樂祭活動。
表演人員
- 東京事變第二期成員

公演會場
| 日期          | 都道府縣 | 城市   | 場館           |
| ------------- | -------- | ------ | -------------- |
| 日本          |          |        |                |
| 2012年2月19日 | 埼玉縣   | 埼玉市 | 埼玉超級競技場 |

演出曲目
1. 全新文明開化
2. 今夜虛驚
3. sa_i_ta
4. 能動的三分間
5. 迴響天空
6. 閃光少女
7. 群青日和
8. Killer Tune

- 東京事變告別日本樂壇的演唱會
- 2/14起
- 3個都市，6場演唱會

## 演出樂團

### 作品錄製
過人壓力（絶倫ヘクトパスカル，Matchless Hectopascal）椎名林檎第一張專輯《無限償還》中組成，不過並沒有參與很多演唱會的活動。
大聲唱名（絶叫ソルフェージュ，Ejaculation solfege）椎名林檎第一張專輯《無限償還》中組成
桃色扳手（桃色スパナ，Pink spanner）椎名林檎第一張專輯《無限償還》中組成
集團自決（集団自決，Syuudan Jiketsu）
褻瀆維他命（冒涜ヴァイタミン，Boutoku Vitamin）在椎名林檎翻唱專輯《歌手價值》中，擔任森盤的主要演奏人員。

### 演唱會演出
虐待肝醣（虐待グリコゲン，Abuse Glycogen）在椎名林檎第一次巡迴演唱會《先攻高潮》中組成。之後參與林檎第一次全國巡迴演唱會《下剋上高潮》、《座禪高潮》、《激昂演唱會》，其後也有參與在《歌手價值》「龜盤」的錄音。初期還曾被雜誌誤寫成「玉碎肝醣」。
天才顯微鏡片（天才プレパラート，Tensai Praparat）在椎名林檎《校舍高潮》演唱會中組成。因為校舍高潮是以「業餘愛好者」做為理念，因此椎名林檎找來了三位業餘愛好者來共同完成演出了。之後參與了《虛榮鞦韆》演唱會的活動。而全體成員也參與了「石膏」MV的演出。此外，電吉他手「戶谷誠」和虐待肝醣的「皆川真人」共組樂團闖蕩，電貝斯手「岩井英吉」和椎名林檎曾經在友坂理惠的新歌「機器少女」中合作過，鼓手「西川央」在練習時遇到當時椎名林檎其事務所的所長「中島理智」，中島所長看到他的打鼓技術後，吃驚的說「這真的是業餘的!?」
發育地位（発育ステータス，Hatsuiku Status）在椎名林檎《發育地位 御起立日本》演唱會中組成。而林檎這次是擔任貝斯手，而不是吉他手，因此這個樂團有三個貝斯手，而且有四個女性。此外，電貝斯手「鳥井泰伸」和椎名林檎曾經在「本能」的MV中合作過，而電吉他手曾經客座擔任石膏和Σ的吉他手。 
東京事變（東京事変，Tokyo Incidents）在椎名林檎《雙六高潮》演唱會中組成，而東京事變的成立也讓椎名林檎告別了個唱生涯，轉而以樂團為中心。2004年東京事變發表出道作品《群青日和》，更多詳情請參造：東京事變。（以下以當時演唱會的表記為準）
林檎博紀念管弦樂團（林檎博記念管弦楽団，Ringo-haku Kinen Kangen Gakudan）在椎名林檎《椎名林檎 (生)林檎博'08 〜十周年記念祭〜》演唱會中組成。團員達68名。

## 脚注